# Prix Jules-Léger
Le Prix Jules-Léger de la nouvelle musique de chambre encourage les compositeurs canadiens à créer des œuvres pour des formations de musique de chambre et favorise l'exécution de musique de chambre canadienne par ces groupes.
Le prix a été créé en 1978 par Jules Léger, alors gouverneur général du Canada.
Trois organismes s'occupent du prix : le Centre de musique canadienne, le Conseil des Arts du Canada, et la Société Radio-Canada.

## Lauréats
- 1978 - R. Murray Schafer
- 1979 - Bruce Mather
- 1980 - Serge Garant
- 1981 - John Rea (en)
- 1982 - Walter Boudreau
- 1983 - John Hawkins
- 1984 - Aucune remise
- 1985 - Brian Cherney (en)
- 1986 - Michel Longtin
- 1987 - Denys Bouliane
- 1988 - Michael Colgrass
- 1989 - Peter Paul Koprowski (en)
- 1990 - Aucune remise
- 1991 - Donald Steven
- 1992 - John Rea (en)
- 1993 - Bruce Mather
- 1994 - Peter Paul Koprowski (en)
- 1995 - John Burke (en)
- 1996 - Christos Hatzis
- 1997 - Omar Daniel (en)
- 1998 - Michael Oesterle (en)
- 1999 - Alexina Louie
- 2000 - André Ristic
- 2001 - Chris Paul Harman
- 2002 - Yannick Plamondon
- 2003 - Éric Morin
- 2004 - Patrick Saint-Denis
- 2005 - Linda Catlin Smith (en)
- 2006 - James Rolfe (en)
- 2007 - Chris Paul Harman
- 2008 - Analia Llugdar (es)
- 2009 - Jimmie LeBlanc (en)
- 2010 - Justin Christensen
- 2011 - Cassandra Miller (en)
- 2012 - Zosha Dicastri
- 2013 - Nicole Lizée (en)
- 2014 - Thierry Tidrow (en)
- 2015 - Pierre Alexandre Tremblay
- 2016 - Cassandra Miller
- 2017 - Gabriel Dharmoo
- 2018 - Brian Current
- 2019 - Alec Hall
- 2020 - Kelly-Marie Murphy
- 2021 - Anthony Tan
- 2022 - Rita Ueda
- 2023 - Vahram Sargsyan (en)
- 2024 - Alice Ping Yee Ho pour Femme de Glace[2]